# クラッジ
クラッジ(kludge)とは、本来組み合わせての使用を目的としていない複数のシステムを組み合わせて使用した際に生じる、使用者に過大な負担を強いる等重大な問題を引き起こすシステムミスマッチである。

## 実例
ベトナム戦争においてアメリカ海軍の艦上爆撃機A-6イントルーダーは索敵用にAPQ-92、目標追尾用にAPQ-88またはAPQ-112という2種類のレーダーを搭載して実戦投入された。しかしいずれのレーダーも全く別々に開発されたものであり、そもそも同じ機体に搭載していっしょに使うことを想定したつくりではなかったためにクラッジを発生させ、イントルーダーの乗員は常時片方のレーダーの稼動を停止させて飛ばざるを得なかった。